# FC Djivan
Football Club Djivan w skrócie FC Djivan – madagaskarski klub piłkarski z siedzibą w Farafanganie, występujący niegdyś w pierwszej lidze madagaskarskiej.

## Sukcesy
- Puchar Madagaskaru[1]:
  - zwycięstwo (3): 1998, 1999, 2000.

## Występy w afrykańskich pucharach
| Sezon | Rozgrywki                 | Runda   | Kraj     | Klub                         | Dom | Wyjazd | Dwumecz      |
| ----- | ------------------------- | ------- | -------- | ---------------------------- | --- | ------ | ------------ |
| 1999  | Puchar Zdobywców Pucharów | wstępna | Botswana | Botswana Defence Force XI FC | 0–0 | 1–3    | 1–3          |
| 2000  | Puchar Zdobywców Pucharów | wstępna | Seszele  | Red Star FC                  | 0–0 | 0–0    | 0–0 (k. 2–0) |
| 2000  | Puchar Zdobywców Pucharów | 1       | Reunion  | SS Saint-Louisienne          | 1–1 | 2–4    | 3–5          |
| 2001  | Puchar Zdobywców Pucharów | 1       | Tanzania | Simba SC                     | –   | –      | –            |

## Stadion
Domowe mecze klub rozgrywa na stadionie o nazwie Farafangana Sport Park w Farafanganie, który może pomieścić 2000 widzów.